# Мима Вуковић Курић
Мима Вуковић Курић (Призрен, 3. фебруар 1933 — Београд, 18. октобaр 2024) била је југословенска и српска позоришна глумица.

## Биографија
Рођена је 1933. године у Призрену. Након завршене Учитељске школе 1951. године уписује Позоришну академију у Београду у класи професора Томислава Танхофера. 
Дипломира 1955. године. Током студија играла у Београдском драмском позоришту а након дипломирања одлази у мостарско Народно позориште. Тамо остаје једну сезону и на позив одлази у Народно казалиште Осијек где остаје до 1961. године када, поново на позив, долази у Народно позориште Ниш. У овом театру ће све до пензионисања 1991. године одиграти близу 100 улога.
Једну сезону била је члан Позоришта на Теразијама (1976). Снимала је за радио и телевизију. Играла је у серији Врућ ветар. Играла је у филмовима "Авантуре Боривоја Шурдиловића" (1980) и "Реквијем за госпођу Ј." (2017).
Била је оснивач и професор Средње глумачке школе у Нишу. 
Након пензионисања одлази за Шпанију где је у Teatro della Resistencia одиграла улогу баке у „Ратној причи“. Са том представом пропутовала је Европу и добила сјајне критике престижних европских критичара.
Вишеструко награђивана на фестивалима у земљи. Добитник многих друштвених признања.
У Ниш се враћа 1995. године и игра још у двема представама: „Путујуће позориште Шопаловић“ и „Драга Јелена Сергејевна“. Након 2001. године повлачи се са сцене.
У периоду септембар - новембар 2012. у Мексико Ситију снима вискобуџетни филм "La guerra de Manuela Jankovic" (Manuela Jankovic's War) у коме игра главну улогу.  За улогу у филму "La guerra de Manuela Jankovic" била је номинована за награду Ариел - мексички Оскар.
Мајка је редитеља и драмског писца Хадија Курића. 
Била је маћеха глумцу Ирфану Менсуру.
Преминула је 18. октобра 2024. године у Београду.